# Вощенко Василь Іванович
Васи́ль Іва́нович Вощенко, в Указі помилково вказане прізвище Вощченко (15 січня 1918 — 23 жовтня 1943) — радянський військовик часів Другої світової війни, командир роти 86-го стрілецького полку 180-ї стрілецької дивізії, старший лейтенант. Герой Радянського Союзу (1943).

## Життєпис
Народився 15 січня 1918 року в селищі Амвросіївка (нині — місто в Донецькій області) в родині робітника. Українець. Здобув неповну середню освіту. Член ВЛКСМ.
До лав РСЧА призваний Амвросіївським РВК у 1938 році. У 1941 році закінчив військове піхотне училище. Учасник німецько-радянської війни з 14 січня 1943 року. Воював на Південно-Західному і Воронезькому фронтах. Двічі був поранений.
Особливо командир 4-ї стрілецької роти 2-го стрілецького батальйону 86-го стрілецького полку 180-ї стрілецької дивізії 38-ї армії Воронезького фронту старший лейтенант В. І. Вощенко відзначився під час битви за Дніпро. У ніч з 28 на 29 вересня 1943 року під щільним артилерійським і кулеметно-мінометним вогнем супротивника рота під його командуванням форсувала річку Дніпро і, з ходу вступивши у бій, вибила ворога з позицій, які він займав. У подальшому, розвиваючи наступ, рота форсувала також старицю Дніпра і значно розщирила захоплений плацдарм на західному березі. У ході цих боїв було знищено понад 300 солдатів і офіцерів супротивника, 19 ручних і 4 станкових кулемети; взято у полон 12 ворожих солдатів, захоплено як трофеї 7 кулеметів, 3 міномети, 1 гармата, 8 телефонних апаратів і значна кількість набоїв. Супротивник, при підтримці танків і артилерії, здійснив 8 контратак з метою повернути втрачені позиції, але бійці стрілецької роти під командуванням старшого лейтенанта В. І. Вощенка успішно їх відбивали, аж до підходу основних сил полку.
У одному з послідуючих боїв був поранений. Помер від ран 23 жовтня 1943 року. Похований у селі Сваром'я Вишгородського району Київської області (затоплене під час утворення Київського водосховища).

## Нагороди
Указом Президії Верховної Ради СРСР від 29 жовтня 1943 року «за успішне форсування річки Дніпро, міцне закріплення плацдарму на західному березі річки Дніпро та виявлені при цьому відвагу і героїзм», старшому лейтенантові Вощенку Василю Івановичу присвоєне звання Героя Радянського Союзу (посмертно).
Нагороджений орденами Леніна (29.10.1943) і Олександра Невського (04.10.1943).

## Вшанування пам'яті
Ім'ям Василя Вощенка названо одну з вулиць міста Амвросіївка Донецької області.